# Rose Ayling-Ellis
Rose Lucinda Ayling-Ellis (Shepway, Kent, 17 de noviembre de 1994) es una actriz británica. Es conocida por interpretar el papel de Frankie Lewis en la telenovela de la BBC, EastEnders. Es sorda y usuaria del lenguaje de señas británico. Desde septiembre de 2021, compitió en la decimonovena serie de Strictly Come Dancing y ganó, siendo la primera persona sorda en competir en la historia del programa.

## Primeros años
Ayling-Ellis nació en Shepway en Kent creció en la cercana Hythe. Cuando era niña, participó en un fin de semana de filmación dirigido por la Sociedad Nacional de Niños Sordos. Durante ello, conoció al director de cine sordo Ted Evans, quien más tarde la eligió para su galardonado cortometraje The End. Luego postuló para el Deafinitely Youth Theatre.

## Carrera
Ayling-Ellis ha participado en diversas producciones teatrales, entre las que se encuentran Mother Courage, Faith, Hope And Charity R&D y Herons Workshop. Sus créditos televisivos incluyen Summer of Rockets y Casualty. También aparece en el video musical de The Vamps, Middle of the Night, y en el corto Almost de Vilma Jackson.
Desde 2020, Ayling-Ellis ha interpretado el personaje de Frankie Lewis en la telenovela de la BBC, EastEnders. Su personaje fue escrito originalmente por el periodista y guionista sordo Charlie Swinbourne.
Desde septiembre de 2021, Ayling-Ellis participó en la decimonovena temporada de Strictly Come Dancing, siendo emparejada con el bailarín profesional Giovanni Pernice. Ella es la primera persona sorda en competir en el programa. La pareja obtuvo un puntaje perfecto en la sexta semana de la competencia, siendo el más rápido en ser obtenido en una temporada en la historia del espectáculo. En la octava semana, su baile contó con un período de silencio, incluido como homenaje a la comunidad sorda.

## Filmografía
| Año           | Título                | Personaje       | Notas           |
| ------------- | --------------------- | --------------- | --------------- |
| 2011          | The End               | Sophia          | Cortometraje    |
| 2015          | The Quiet Ones        | Charlotte       | Cortometraje    |
| 2017          | Casualty              | Bianca Sinclair | 1 episodio      |
| 2018          | Reverbations          | Josephine       | Cortometraje    |
| 2019          | Summer of Rockets     | Esther          | Papel principal |
| 2020          | Almost                | Sarah           | Cortometraje    |
| 2020–presente | EastEnders            | Frankie Lewis   | Papel regular   |
| 2021          | Strictly Come Dancing | Ella            | Concursante     |